# 가나다 라디오
가나다 라디오는 경인방송에서 매일 오전 9시부터 오전 10시까지 방송되었던 우리말 프로그램이다. 2024년 5월 26일 자로 1년만에 폐지되었다.

## 개요
일상 속에 만연해 있는 외래어와 한자, 비속어를 쉬운 우리말, 바른 우리말로 바꿔 사용하도록 유도하고, 아름답고 쉬운 한글을 널리 알리도록 하는 프로그램

## 코너 소개
- 라디오 받아쓰기 (월, 화)
- 예쁜 말 글짓기 (수, 목)
- 도전! 우리말 우리글 (금)
- 마음에 들린다 (월 ~ 금)
- 가나다 다시듣기 (토)
- 우리말알림이와 함께하는 한글이야기 (일, 주수빈 알림이)